# Ferdinand Zecca
Ferdinand Zecca (París, 19 de febrer 1864, Saint-Mandé - 23 de març de 1947) va ser un cineasta francès, director, productor, actor i guionista. Principal director de la Pathé-Frères, la productora de cinema més important del món abans de la Primera Guerra Mundial.

## Biografia
Ferdinand Zecca neix entre artistes de l'espectacle. El seu pare és director d'un cafè-concerto i els seus germans actors. El mateix Ferdinand Zecca arribarà a ser actor i director de l'espectacle. En els orígens del cinema mut, en 1899, s'interessarà per les possibilitats del so. Realitza per a Pathé una primera pel·lícula sonora, Le Muet mélomane,acompanyant la projecció amb el so d'un gramòfon. Després, per a Gaumont, realitza Les Méfaits d'une tête de veau.
Ferdinand Zecca torna definitivament a Pathé en 1900. En l'Exposició Universal de París, on l'empresa cinematogràfica té la seva caseta, coneix a Charles Pathé, que ho contracta com a realitzador. Acumula els diferents llocs tècnics: actor, guionista, decorador, operador de càmera i director.

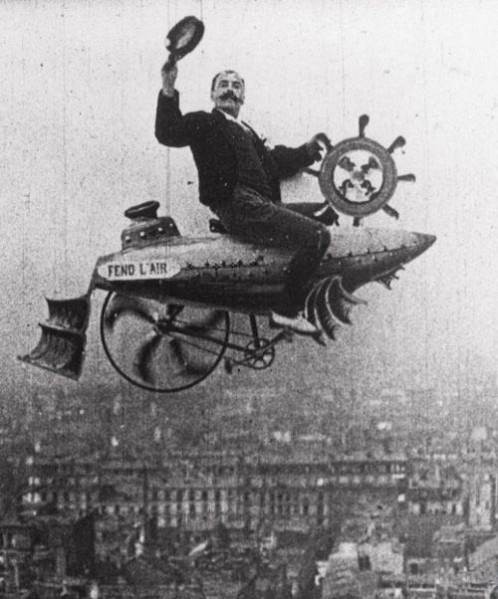
Zecca va protagonitzar algunes de les seves pel·lícules com "A la conquete de l’air"

El seu primer èxit com a realitzador és Histoire d'un crime. L'obra conté un interessant flaix-back. El condemnat a mort rememora en els seus últims moments el crim pel qual se li va condemnar. L'èxit d'aquest film és internacional i aconsegueix una gran notorietat per a la Pathé.
En 1902, comença el rodatge de la La Vie et la passion de Jésus-Christ que no arribarà a les pantalles fins a 1905. El triomf de la pel·lícula és fulminant. Pathé comença una ascensió irresistible. Zecca es promourà molt ràpidament a la direcció artística de Pathé, supervisant el treball de nous realitzadors (Gaston Velle, Georges Hatot, Louis Gasnier...). La seva filmografia és difícil, en conseqüència, d'establir ja que el seu paper era variable en algunes pel·lícules que van poder assignar-se-li. Zecca assaja des de la "actualitat reconstituïda" (Assassinat du Président McKinley) i les pel·lícules de trucs (La Baignade impossible), totes dues representants de gèneres habituals de l'època, fins al drama social (Au pays noir, La Grève), o els contes de fades (La Belle au bois dormant, Le Chat botté).
La seva filmografia, molt variada, reelabora obres que ja han estat èxits d'altres realitzadors. Ferdinand Zecca imita recursos dels seus col·legues i competidors, especialment dels realitzadors britànics i també de Georges Méliès. Va així a realitzar la seva pròpia versió del Affaire Dreyfus després de la reeixida de Méliès, a tornar a rodar el clàssic La Loupe de grand-maman, utilitzant el mètode de pla general seguit de pla detall del pioner britànic del cinema G. A. Smith en el seu film Grandma reading glass, o la Passió de Crist, que ja va ser portada a la pantalla per Léar.
L'enfocament cinématográfico de Zecca és menys artístic que comercial, multiplicar les classes i inspirar-se en, o fins i tot plagiar a, els seus contemporanis, la qual cosa té per objectiu sobretot guanyar la batalla comercial. Objectiu que va aconseguir, ja que en 1908, Pathé és una multinacional present a tot arreu en el món i domina amb mà fèrria la producció mundial.
En 1914, quan la Primera Guerra Mundial esclata, és enviat als Estats Units per a ocupar-se de la branca americana de la societat Pathé. Torna de nou en 1917 per a dirigir el departament Pathé-Baby, consagrat a les pel·lícules domèstiques.
El renom de Ferdinand Zecca és pel fet que el seu nom s'associa als diversos milers de cintes que es van projectar a través del món en aquest període del cinema de preguerra. La seva carrera va ser unida estretament a l'extraordinari desenvolupament de Pathé.

## Filmografia

### Com a director
- 1899: Les Mésaventures d'un muet mélomane (Le Muet mélomane)
- 1899: Les Méfaits d'une tête de veau
- 1901: Une tempête dans une chambre à coucher
- 1901: Une idylle sous un tunnel
- 1901: Un duel abracadabrant
- 1901: Un drame au fond de la mer
- 1901: La Soupière merveilleuse
- 1901: Les Sept Châteaux du diable
- 1901: Rêve et Réalité
- 1901: Plongeur fantastique
- 1901: Par le trou de la serrure
- 1901: La Mégère récalcitrante
- 1901: Le Mauvais Riche
- 1901: La Loupe de grand-maman
- 1901: L'Illusionniste mondain
- 1901: Histoire d'un crime
- 1901: L'Enfant Prodigue
- 1901: Comment on met son couvert
- 1901: Comment Fabien devient architecte
- 1901: Scènes vues de mon balcon (Ce que je vois de mon sixième)
- 1901: À la conquête de l'air
- 1901: L'Agent plongeur
- 1901: Une discussion politique
- 1901: Quo Vadis?
- 1902: Les Victimes de l'alcoolisme
- 1902: Une séance de cinématographe
- 1902: La Fée des roches noires
- 1902: Le Conférencier distrait
- 1902: Chez le photographe
- 1902: La Catastrophe de la Martinique
- 1902: La Belle au bois dormant (codirigida amb Lucien Nonguet)
- 1902: Baignade impossible
- 1902: L'Assommoir
- 1902: L'Affaire Dreyfus
- 1902: La Poule merveilleuse
- 1902: Ali Baba et les quarante voleurs
- 1902: L'Assassinat du duc de Guise
- 1902: Samson et Dalila
- 1903: Repas infernal
- 1903: La Soubrette ingénieuse
- 1903: Le Chien et la Pipe
- 1903: Le Premier Cigare du collégien
- 1903: Le Démon du jeu ou la Vie d'un joueur (La Vie d'un joueur)
- 1903: Les Aventures de Don Quichotte (Don Quichotte) (codirigida amb Lucien Nonguet)
- 1903: Le Chat botté (codirigida amb Lucien Nonguet)
- 1903: La Vie et la passion de Jésus-Christ (codirigida amb Lucien Nonguet)
- 1904: The Wrong Door
- 1904: Le Portrait
- 1904: Les Petits Coupeurs de bois vert
- 1904: Le Pêcheur de perles
- 1904: Annie's Love Story
- 1904: La Grève
- 1905: La Passion de Notre-Seigneur Jésus Christ (La Vie et la Passion de Jésus Christ)
- 1905: Un drame à Venise
- 1905: Rêve à la lune (codirigida amb Gaston Velle)
- 1905: Le Remords
- 1905: La Course aux tonneaux
- 1905: Automobile et Cul-de-jatte
- 1905: Au Pays noir
- 1905: Au bagne
- 1905: L'alcool engendre la tuberculose
- 1905: L'Incendiaire
- 1905: Dix femmes pour un mari (codirigida amb Georges Hatot i Lucien Nonguet)
- 1905: L'Honneur d'un père
- 1905: Vendetta
- 1905: Les Apaches de Paris
- 1905: Brigandage moderne
- 1907: Le Spectre rouge (codirigida amb Segundo de Chomón)
- 1907: Le Poil à gratter
- 1907: Métempsycose
- 1907: L'Homme Protée
- 1907: La Course des sergents de ville
- 1908: Samson (codirecció d'Henri Andréani)
- 1908: Le Rêve d'agent
- 1908: L'Affaire Dreyfus
- 1909: Le Caprice du vainqueur
- 1910: La Tragique Aventure de Robert le Taciturne, duc d'Aquitaine
- 1910: Slippery Jim
- 1910: Cléopâtre (codirecció d'Henri Andréani)
- 1910: 1812, (codirigida amb Camille de Morlhon)

Totes les següents pel·lícules foren codirigides amb René Leprince
- 1912: La Fièvre de l'or
- 1913: Le Roi de l'air
- 1913: La Leçon du gouffre
- 1913: La Comtesse noire
- 1913: Cœur de femme
- 1913: Plus fort que la haine (pel·lícula de 1913)
- 1914: La Danse héroïque
- 1914: La Lutte pour la vie
- 1914: La Jolie Bretonne
- 1914: L'Étoile du génie
- 1915: Le Vieux Cabotin
- 1915: Le Noël d'un vagabond
- 1919: Les Larmes du pardon
- 1919: Le Calvaire d'une reine

### Com a productor
- 1901: Scènes vues de mon balcon (Ce que je vois de mon sixième)
- 1901: À la conquête de l'air
- 1903: Le Démon du jeu ou La vie d'un joueur (La Vie d'un joueur)
- 1906: Pauvre Mère
- 1906: La Grève des bonnes
- 1907: Cendrillon, ou la Pantoufle merveilleuse (Cendrillon) d'Albert Capellani
- 1907: Les Débuts d'un patineur
- 1908: Don Juan
- 1909: Elle est partie de Georges Monca
- 1912: Boireau, roi de la boxe
- 1913: Les Incohérences de Boireau
- 1913: Boireau empoisonneur
- 1913: Boireau spadassin

### Com a actor
- 1899: Les Mésaventures d'une tête mélomane (Le Muet mélomane)
- 1901: Une idylle sous un tunnel
- 1901: Histoire d'un crime
- 1901: Comment on met son couvert
- 1901: À la conquête de l'air
- 1902: Une séance de cinématographe
- 1902: Chez le photographe
- 1902: La Poule merveilleuse
- 1905: Rêve à la lune: Le pochard
- 1905: Automobile et cul-de-jatte
- 1905: Créations renversantes
- 1912: Rigadin aux Balkans de Georges Monca

### Com a guionista
- 1901: Histoire d'un crime
- 1902: Les Victimes de l'alcoolisme
- 1903: Le Démon du jeu ou La vie d'un joueur (La Vie d'un joueur)
- 1905: Rêve à la lune
- 1906: Le Théâtre de Bob
- 1910: La Tragique aventure de Robert le Taciturne, duc d'Aquitaine
- 1915: Le Malheur qui passe